# 金山聖伯多祿堂

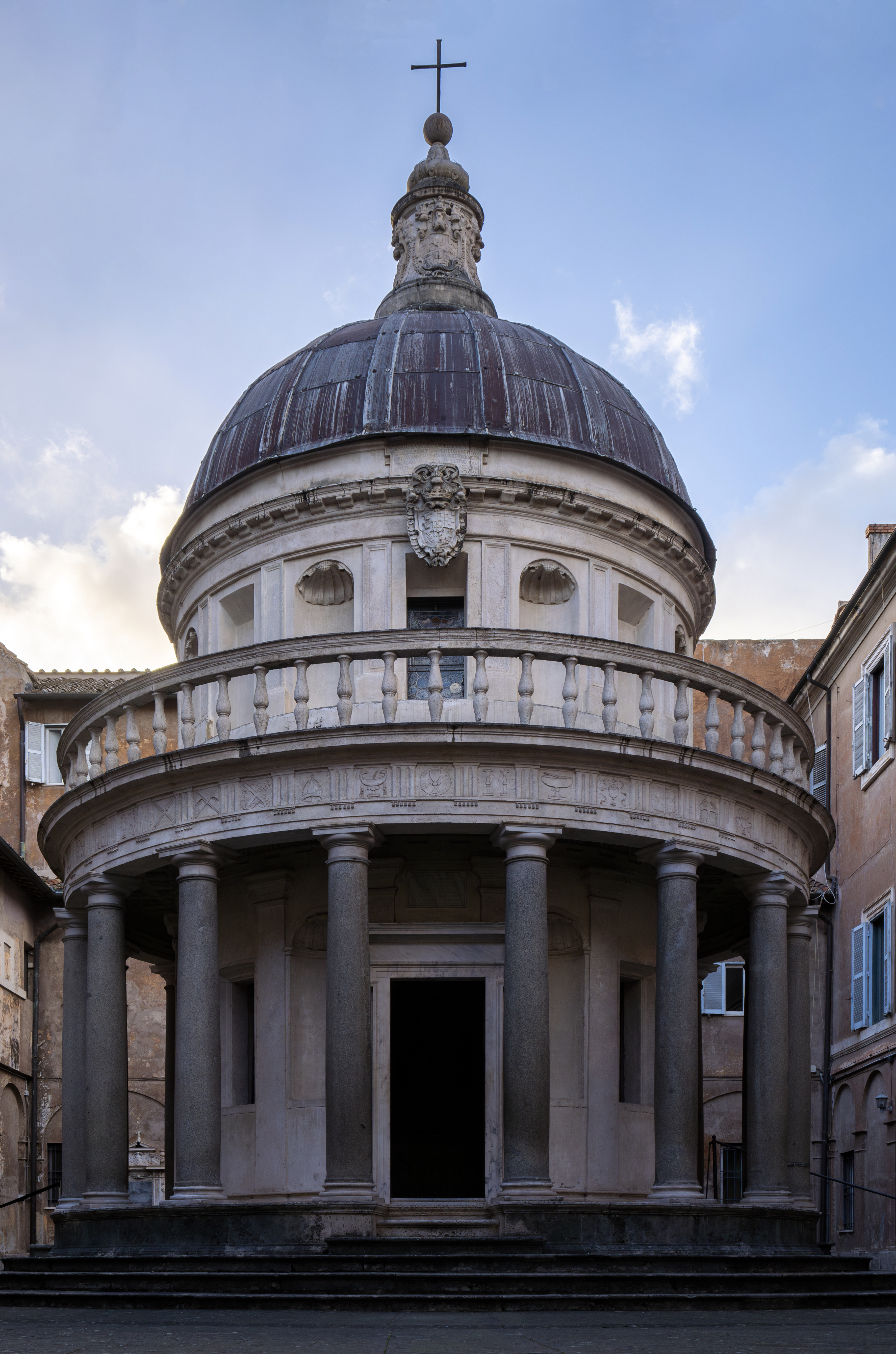
伯拉孟特所设计的著名小堂“坦比哀多”。

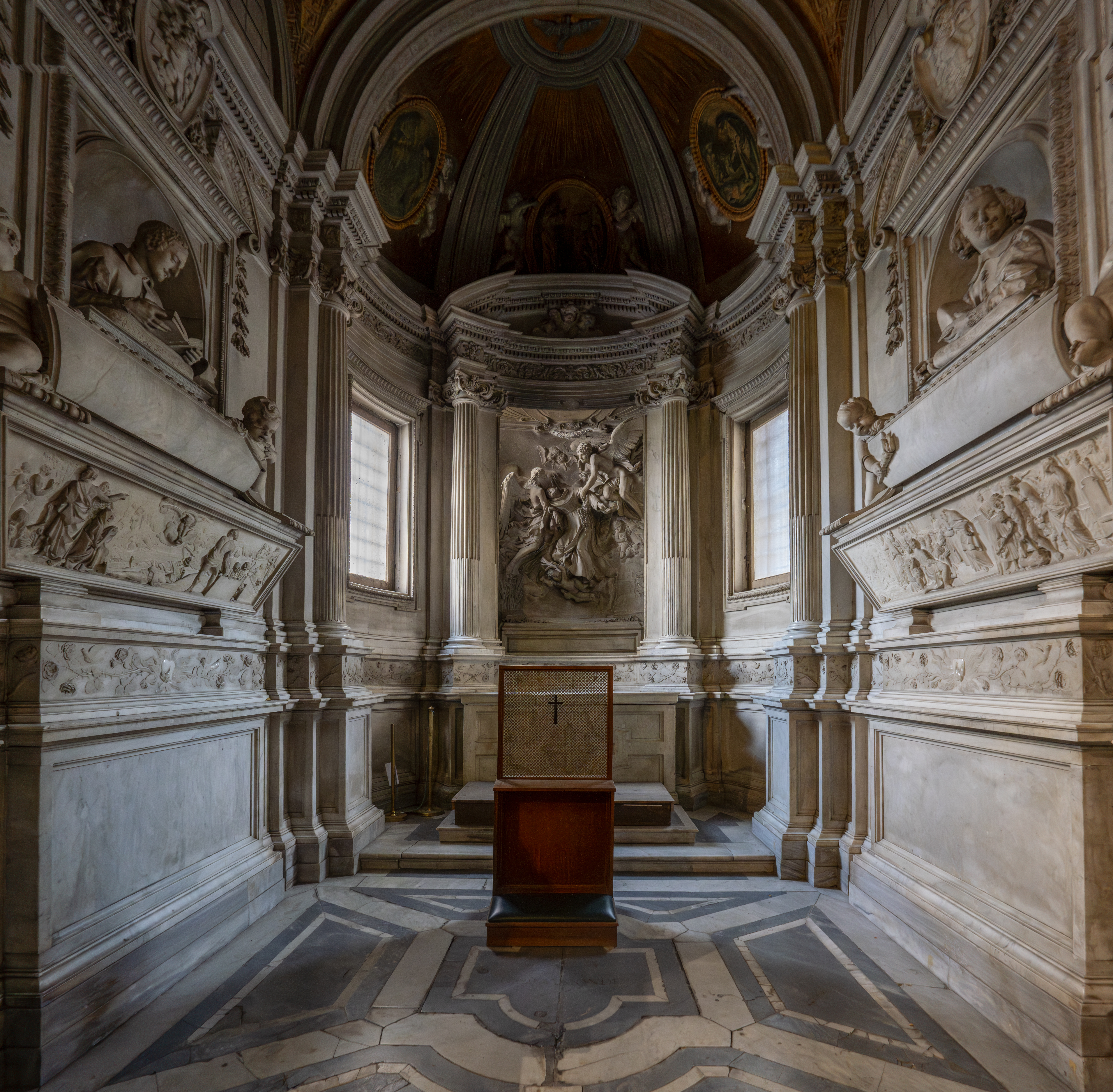
Francesco Baratta于1640年所作“狂喜的圣方济各”，现藏于金山圣伯多禄堂的拉伊蒙迪小堂。

金山聖伯多祿堂（義大利語：San Pietro in Montorio），為伯拉孟特所設計，位於羅馬，是意大利文藝復興時期的著名建築，亦為聖伯多祿殉教之處。現也作為司鐸級樞機領銜聖堂。

## 历史
金山圣伯多禄堂建于公元九世纪，位于罗马贾尼科洛山上。根据相关的记载，聖堂坐落之处正是圣伯多禄被钉上十字架的地方。到十五世纪的时候，这座聖堂被交付给了一些方济各会的改良派修士们。这个修士团体是由教宗西斯笃四世的一个信徒所成立的，而聖堂很快也在费尔南多二世和伊莎贝拉一世的指令下被重新修缮。如今的圣伯多禄堂自2008年3月1日起成为领衔聖堂，枢机一职由詹姆斯·斯坦福主教担任。

## 内部构造
总的来说，这座聖堂的内部装饰几乎都是由十六及十七世纪文艺复兴的大艺术家们完成的。聖堂内右边第一间小堂便藏有塞巴斯蒂亚诺·德·皮翁博于1516年至1524年间所绘制的壁画。这幅壁画描述了圣经中耶稣被笞打的情景，而其中的一些人物外形据信是由当时也在罗马的米开朗基罗绘出的。第二间小堂中则有Niccolò Circignani于1654年所绘壁画。除此之外还有文艺复兴早期平图里乔画派的一些壁画作品，以及一幅巴尔达萨雷·佩鲁齐的作品。第四间小堂中有瓦萨里绘制的天顶画。同时，雪莱笔下著名的弑父烈女--貝亞特麗切·倩契，也被认定是葬于这间小堂或上层祭坛中的。第五间小堂中也有一幅由瓦萨里创作的壁画，而位于正中的祭坛画由Giulio Mazzoni完成，旁边的墓碑则由Bartolomeo Ammannati完成。

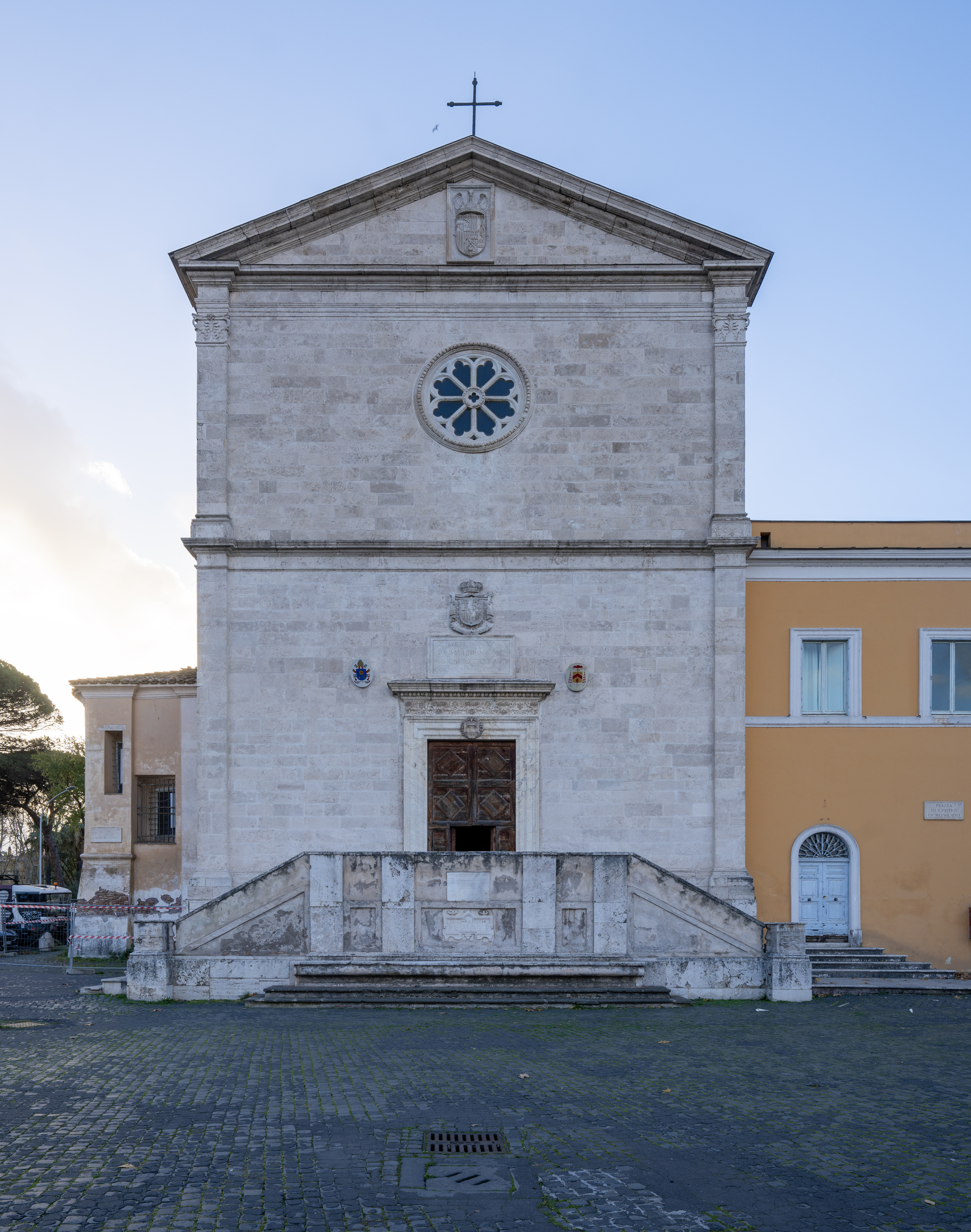
金山圣伯多禄堂的立面、入口、以及右侧回廊。

1797年以前，大祭坛上所安置的祭坛画为拉斐尔的最后遗作，不过这幅画后来被梵蒂冈博物馆收藏。现在的祭坛画则是一幅由Cammuccini复制的耶稣受难图，原画由Guido Reni绘制，目前也藏于梵蒂冈博物馆。聖堂左侧尽头的小堂中藏有一幅由Daniele da Volterra绘制的耶稣受洗图，以及Giulio Mazzoni绘制的天顶画。左侧第三间小堂中还有由Antoniazzo Romano的一名学徒所绘制的壁画。圣母小堂的壁画则是由两名尼德兰画家完成的，其中一位是乌得勒支卡拉瓦乔画派的中心人物，Dirck van Baburen，另一位则是David de Haen。Baburen在这幅壁画中不仅明显的表露出了对卡拉瓦乔的致敬，同时这间小堂中的另外两幅画都普遍被认为是由这二位艺术家分别或共同创作的。左侧第二间小堂，也被称作拉伊蒙迪小堂，由济安·贝尼尼设计。这里有Francesco Baratta所绘的“狂喜的圣方济各”，以及Andrea Bolgi和Niccolò Sale所作的雕塑。

## 爱尔兰伯爵墓

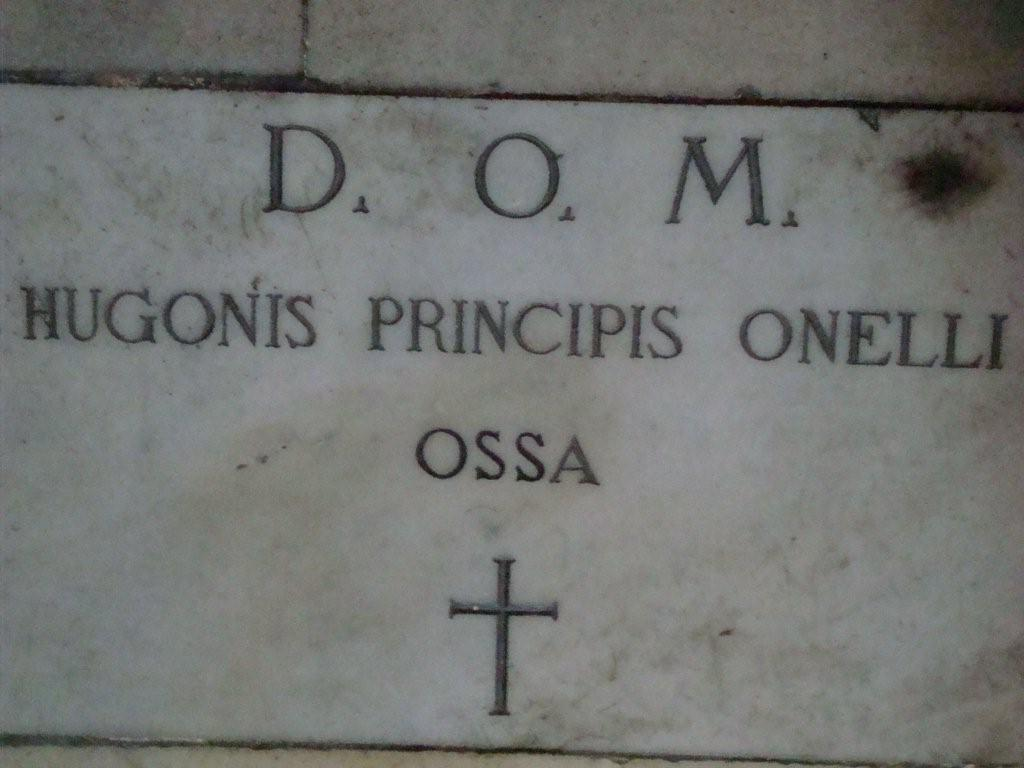
休·奥尼尔墓碑上的题词。

圣伯多禄堂祭坛上的两块棺室中埋葬着爱尔兰奥尼尔家族的几位男性，其中之一是爱尔兰杜根伦男爵，他是蒂龙第二伯爵休·奥尼尔的长子。第二个棺室中则为多尼戈尔第一伯爵罗里·奥唐纳，以及他的兄弟卡特巴尔，他们都是多尼戈尔国王的弟弟。1607年，爱尔兰伯爵之乱后，罗里·奥唐纳死于1608年，他的兄弟卡特巴尔以及大伯爵之子休于1609年也相继去世，死因可能是发烧或疟疾。他们的石棺上有着彩色雕刻的大理石块，棺体被放置在距离祭坛左侧十二尺高的地方。蒂龙伯爵休·奥尼尔不久之后死于1616年，不过他的葬礼远不如他的家人来得体面。他原先的墓碑于1849年不知所终，不过1989年，Tomás Ó Fiaich主教在原有的地方埋下了新的墓碑，并按照之前的拓印镌刻了铭文。

## 坦比哀多小堂

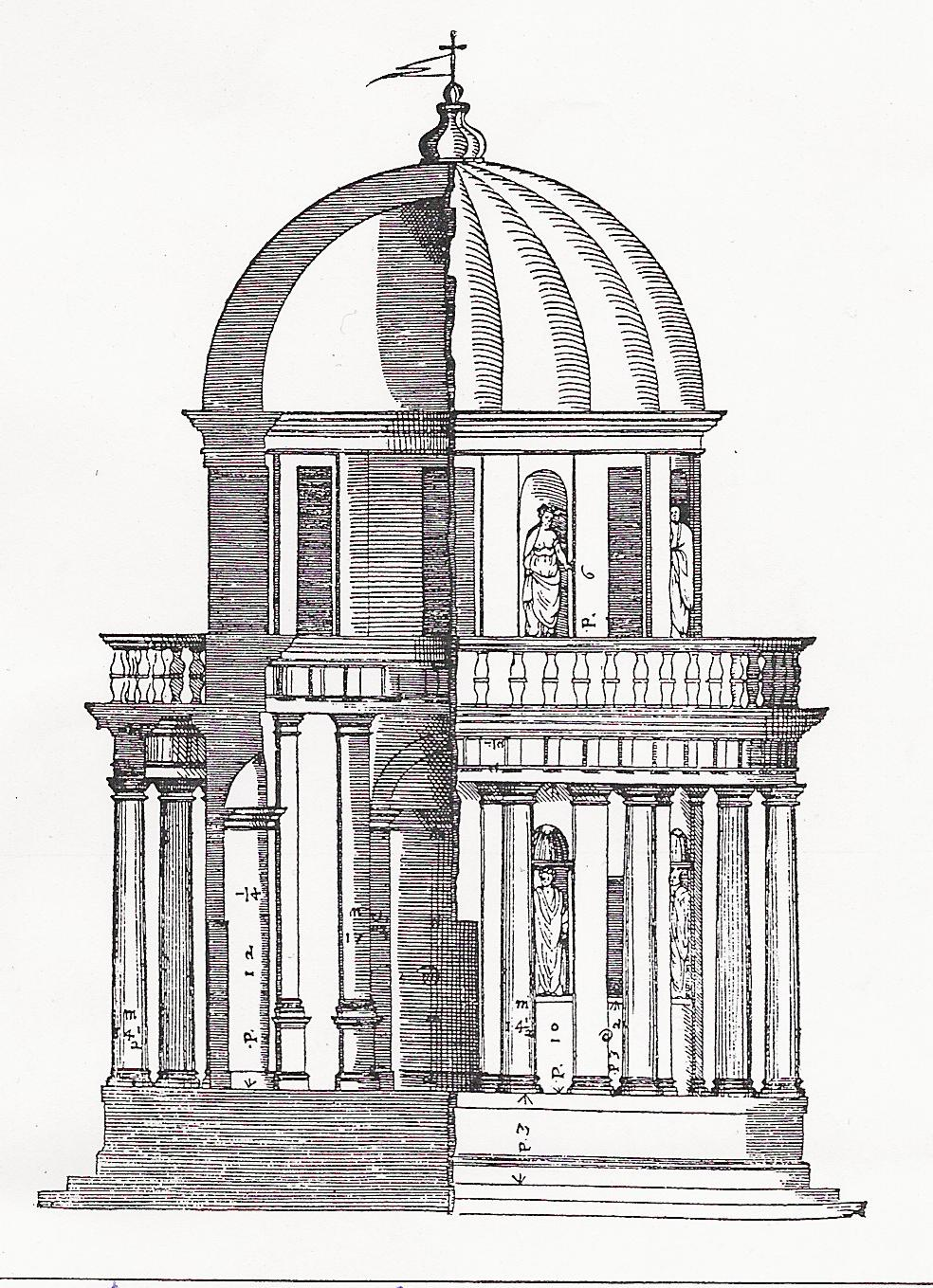
坦比哀多结构图，Andrea Palladio于1570年所作。

“坦比哀多”是意大利语原词“Tempietto”的音译，原指体形略小的小堂。最早在大概1502年的时候，伯拉孟特在圣伯多禄堂的庭院中设计了这座小型的纪念祠堂。同样，坦比哀多的建造是受命于费尔南多二世和伊莎贝拉一世的。而如今，这个細小的小堂已被认作是文艺复兴全盛时期建筑中登峰造极之作。伯拉孟特结束了早期在米兰的工作后便搬去了罗马，并且深受当时还是主教的未来教宗儒略二世的欣赏。在罗马期间，伯拉孟特得以研究到古罗马遗迹的第一手资料。蒂沃利的维斯塔神庙便是坦比哀多可以参考的样本之一，其他可供伯拉孟特研究学习的建筑还包括另一座台伯河岸的圆形建筑，即胜利者赫拉克罗斯神庙。同类型的圆形建筑在早期基督教传播时期就已广泛的被用作为带有纪念性质的墓堂，比如同样位于罗马的圣康斯坦扎堂。伯拉孟特很有可能是出于对这些历史细节的了解才决定也将坦比哀多设计为圆形的。坦比哀多是文艺复兴时期最具有和谐特征的建筑之一。除开建筑本身于石工上的精细打造，在设计上也是丰富有余，其圆形的墓堂有着古典风格的台口，并且巧妙的和回廊拱门相连。不仅如此，坦比哀多还是文艺复兴时期最早使用塔司干柱式的建筑。塔司干柱式是多立克柱式的一种，一般常用在代表力量型的男性神明的神庙中，比如赫拉克勒斯，而在基督教中，这种柱式自然也能用来衬托圣伯多禄的个性。通过对这种意象的引申，这也成为了后来伯拉孟特重建圣彼得大教堂的尝试。在文艺复兴和巴洛克的各种演变中，人们已经很难再直观的感受到坦比哀多之于十六世纪早期罗马建筑的影响。这个建筑本身似乎更像是一个雕塑作品，毕竟体量狭小的坦比哀多甚至缺乏了建筑基本的功能性。另一方面，它还极大的反映了布鲁内莱斯基对于其他建筑师的影响。它近乎完美的比例，细长的塔司干石柱，同时也是继马切罗剧场后又一个多立克柱顶在建筑中的运用，当然还有它特别的穹顶。根据塞巴斯蒂亚诺·塞利奥第三本著作中的研究，伯拉孟特曾计划把整个庭院也用列柱包围，不过这个计划从来没有机会实现过。